# Mihrdat Ier d'Ibérie
Pour les articles homonymes, voir Mithridate.
Mihrdat Ier ou Mithridate Ier est un roi artaxiade d'Ibérie qui aurait régné de 58 à 106 selon la chronologie rectifiée de Cyrille Toumanoff.

## Origine
Fils cadet de Pharsman Ier, il lui succède à sa mort en 58 apr. J.-C. selon Cyrille Toumanoff. 

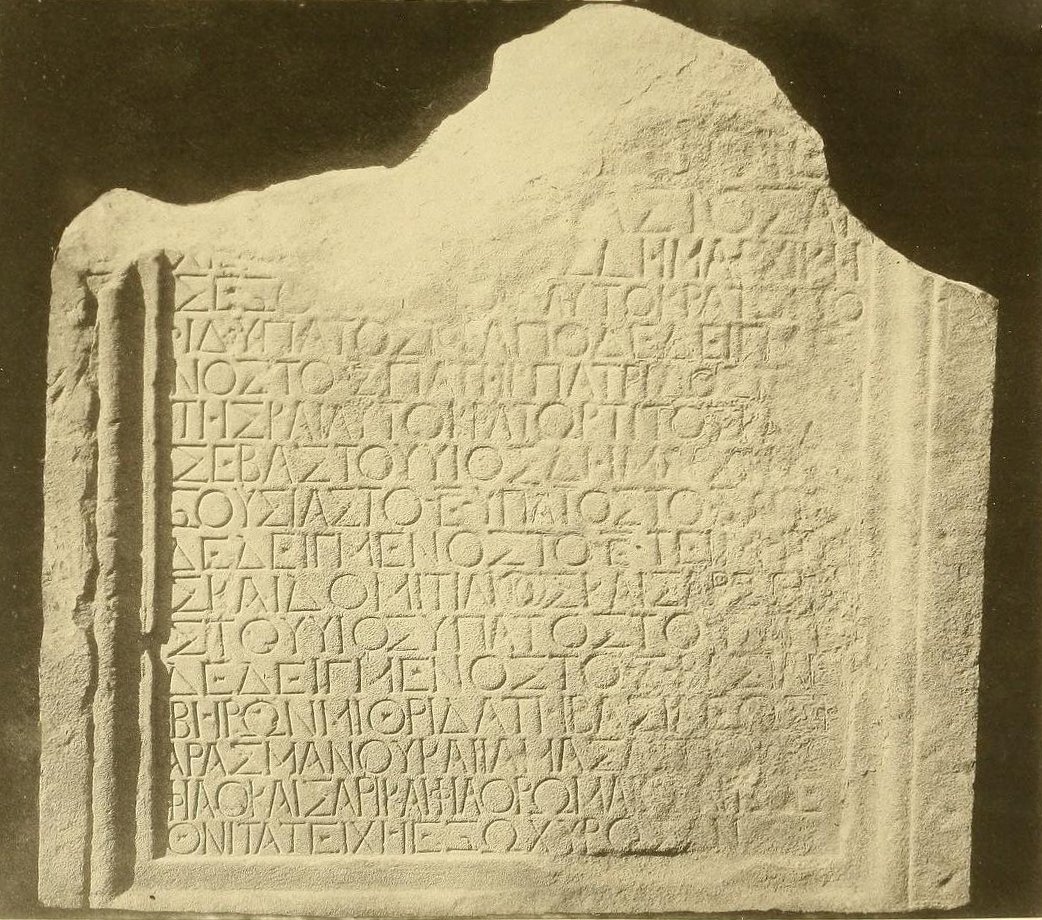
Stèle de Vespasien

Un roi de ce nom est connu par une inscription grecque contemporaine, la stèle de Vespasien découverte en 1867 à Armazi près de Mtskheta, datée de vers 75 apr. J.-C. qui indique que l'« Imperator Vespasianus Augustus, I. Titus Caesar, fils d'Augustus, et Domitianus Caesar, fils d'Augustus, ont fait ériger ce mur pour Mithridatès roi des Ibères, fils de Pharsman », ce qui confirmerait qu'il est bien un contemporain des Flaviens qui régnaient dans la seconde moitié du Ier siècle.
L'historien géorgien Giorgi Leon Kavtaradzé a émis par ailleurs l'hypothèse que « Mithridate » serait le nom dynastique de ce souverain connu des étrangers et donc des auteurs latins mais qu'il serait identifiable avec ses contemporains les diarches du doublon « Armazel & Azorc », rois de 87 à 103. Le nom ibère du roi étant « Azorki » assorti de l'épithète Armazeli, génitif géorgien signifiant « d'Armaz », royaume où serait censé régner le roi homonyme de la Chronique géorgienne.

## Postérité
Toujours selon Cyrille Toumanoff, le roi  Mihrdat Ier aurait comme unique fils :
- Amazap, qui serait devenu plus tard le roi Amazap Ier Xépharnugès.